# Rose Bay
Rose Bay ist ein Stadtteil der australischen Hafenstadt Sydney. Aufgrund seiner Lage am Port Jackson ist es ein beliebter Wohn- und Touristenort. Rose Bay gehört zu den Verwaltungsbezirken Woollahra (zu 80 %) und Waverley (zu 20 %) und hat etwa 10.000 Einwohner (Stand 2021). Es ist am einfachsten mit dem Bus oder der Fähre vom Circular Quay aus zu erreichen. Es verkehren aber auch Fähren von Darling Harbour über Circular Quay nach Manly und über Rose Bay zurück in die Innenstadt. Von Rose Bay starten Wasserflugzeuge zu Rundflügen über Sydney. Es gibt zwei christliche Privatschulen: Kambala, eine Internatsschule für Mädchen, sowie Kincoppal, eine gemischte Schule für Juniors und Mädchenschule für Seniors.